# پونتاسرچیو
پونتاسرچیو (به ایتالیایی: Pontasserchio) یک منطقهٔ مسکونی در ایتالیا است که در سان جولیانو ترمه واقع شده‌است. پونتاسرچیو ۶٬۱۳۲ نفر جمعیت دارد و ۶ متر بالاتر از سطح دریا واقع شده‌است.